# Moves (singel Olly’ego Mursa)
Moves – pierwszy singel brytyjskiego wokalisty Olly’ego Mursa pochodzący z albumu You Know I Know. W utworze gościnnie wystąpił rapper Snoop Dogg. Autorami tekstu piosenki są Ed Sheeran, Ammar Malik, Calvin Broadus oraz Steve Mac, który odpowiada również za jego produkcję. Utwór znalazł się na ścieżce dźwiękowej do filmu Johnny English: Nokaut.

## Teledysk
Oficjalna premiera teledysku odbyła się 17 października 2018 roku na kanale Olly’ego na portalu YouTube. Reżyserią obrazu zajął się Isaac Rentz. W teledysku wystąpił Rowan Atkinson (barman) oraz Snoop Dogg grający rolę ochroniarza.

## Notowania
| Lista (2018)                              | Najwyższa pozycja |
| ----------------------------------------- | ----------------- |
| Australia (Digital Track)                 | 39                |
| Belgia (Ultratop 50 Singles, Flandria)    | 28                |
| Belgia (Ultratop 50 Singles, Walonia)     | 49                |
| Chorwacja (HRT)                           | 57                |
| Polska (AirPlay – Top)                    | 13                |
| Wielka Brytania (Official Charts Company) | 46                |